# Circaea
Circaea és un gènere de plantes amb flors de la família onagràcia. Conté de 7 a 10 espècies pròpies sobretot de les regions temperades humides del reialme holàrtic. Dues espècies tenen una distribució àmplia:Circaea lutetiana i Circaea alpina que són lés úniques que es troben com autòctones als Països Catalans. També hi ha plantes híbrides d'aquestes dues espècies.

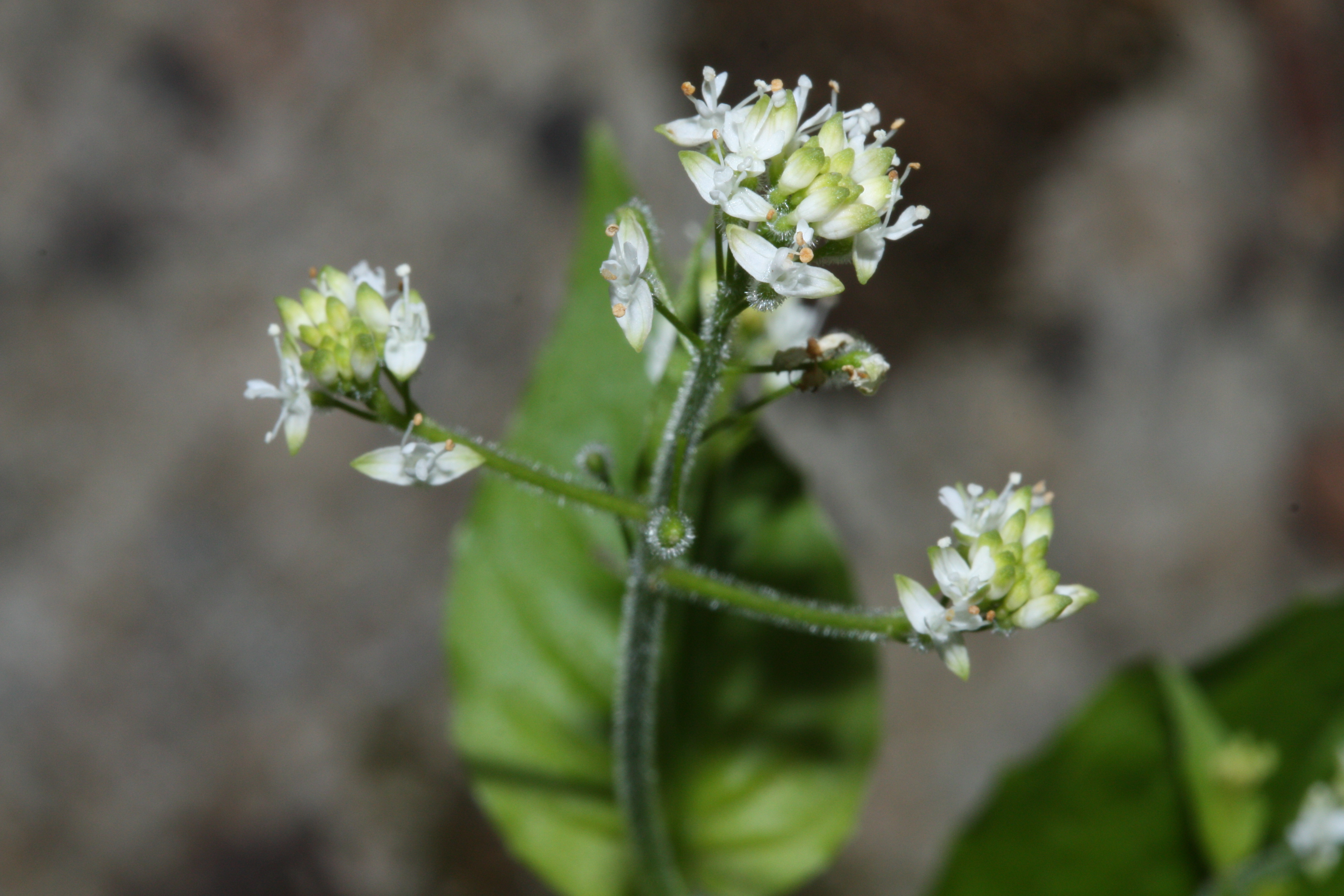
Circaea alpina

El gènere rep el nom pel personatge mitològic de Circe que se suposa que havia utilitzat plantes pels seus encanteris.
Espècies
- Circaea alpina
  - Circaea alpina subsp. alpina
  - Circaea alpina subsp. angustifolia
  - Circaea alpina subsp. caulescens
  - Circaea alpina subsp. imaicola
  - Circaea alpina subsp. micrantha
  - Circaea alpina subsp. pacifica
- Circaea canadensis (syn. C. lutetiana subsp. canadensis)
- Circaea cordata
- Circaea erubescens
- Circaea glabrescens
- Circaea lutetiana (Circea comuna)
- Circaea mollis
- Circaea quadrisulcata (syn. C. canadensis subsp. quadrisulcata)
- Circaea repens

Híbrids
- Circaea × intermedia (C. alpina × C. lutetiana)